# Губо, Проспер
Проспе́р Губо́ (фр. Prosper Goubaux; 10 июня 1795, Париж — 31 августа 1859, Париж) — французский драматург, педагог и журналист. Дед физика Альфреда Потье.

## Биография
Сын галантерейщицы, выучился читать лишь в двенадцатилетнем возрасте. Затем, однако, поступил в Лицей Людовика Великого и одновременно с окончанием его, в 1814 году, принял участие в боях за оборону Парижа. Затем преподавал древнегреческий язык и латынь в коллеже Сен-Барб, в 1820—1830 гг. руководил собственной школой, которая после этого влилась в состав коллежа Бурбонов, где Губо также стал одним из руководителей и владельцев (коллеж был субсидирован Жаком Лаффитом), пока в 1846 году не продал учебное заведение городской администрации Парижа, сохранив за собой пост директора; коллеж был переименован и в настоящее время известен как Лицей Шапталя. В период руководства Губо к преподаванию был привлечён ряд заметных фигур, в том числе писатель Альфонс Карр и публицист Луи Бельмонте.
Губо дебютировал в печати в 1822 году книгой «Очерки французских нравов» (фр. Esquisses de mœurs françaises), в 1827 году выпустил в двух томах свои переводы Горация. Публиковал фельетоны в различных парижских изданиях, в том числе в газете Le Courrier français, под псевдонимом Пьер Оберг (фр. Pierre Auberg). Как драматург дебютировал в 1827 году мелодрамой «Тридцать лет, или Жизнь игрока», написанной в соавторстве с Жаком Феликсом Бёденом под общим псевдонимом Дино́ (фр. Dinaux), составленном из последних слогов их фамилий; премьера пьесы с участием Фредерика Леметра прошла с огромным успехом, и в дальнейшем это сочинение, переработанное Виктором Дюканжем, обошло многие европейские сцены (постановка в московском Большом театре — 1828, в бенефис М. Львовой-Синецкой). После ухода Бёдена из литературы Губо сохранил псевдоним Дино для собственных пьес, среди которых был ряд успешных — в частности, инсценировка романа Эжена Сю «Лотреамон», поставленная в 1840 г. в Комеди Франсез; Губо также переложил для сцены знаменитый роман Сю «Парижские тайны» (1844).
Имя Губо носит площадь (фр. Place Prosper-Goubaux) в Париже.